# جوزپه آدوباتی
جوزپه آدوباتی (ایتالیایی: Giuseppe Addobbati؛ ‏ ۳۱ دسامبر ۱۹۰۹ – ۴ ژانویهٔ ۱۹۸۶) بازیگر اهل ایتالیا بود.
از فیلم‌هایی که وی در آن نقش داشته‌است، می‌توان به آخرین روزهای موسولینی، هتلبان شب، دنباله‌رو، قلعه کابوس، کشور زنگ‌ها، جنگ و صلح، قو، زندگی شیرین، ملکه اسکالا، فرشته سپید، صحرای آتش، سندیکا: مرگی در باند تبهکاران، خون‌آشام اپرا، گربه چشم‌یشمی و نمایش هراس‌انگیز عجیب و غریب نیمه‌شب اشاره کرد.